# Sherlock Holmes: Chapter One
Sherlock Holmes: Chapter One est un jeu vidéo d'action-aventure développé et édité par Frogwares, sorti le 16 novembre 2021 sur PlayStation 5, Xbox Series et Windows, et le 28 avril 2022 sur PlayStation 4. Le studio a annoncé l'annulation de la sortie de la version Xbox One qui ne verra donc jamais le jour. Il s'agit du neuvième volet de la série de jeux Sherlock Holmes du studio (hors jeux casuals).

## Trame

### Synopsis
L'intrigue se déroule en 1880, soit plus de dix avant les événements des jeux précédents de la franchise. Nous retrouvons un jeune Sherlock Holmes, âgé de 21 ans, accompagné de son ami d'enfance Jon (à noter qu'il ne s'agit pas du docteur John Watson étant donné que Sherlock Holmes ne l'a pas encore rencontré) qui se rend sur l'île de son enfance, l'île de Cordona afin de se recueillir sur la tombe de sa mère, Violet Holmes, décédée dix ans auparavant. Cependant, il va découvrir que l'histoire qui entoure la mort de sa mère est bien plus complexe qu'il n'y paraît...

### Personnages
Le jeu comporte une multitude de personnages. Cependant, nous nous concentrerons uniquement sur les personnages principaux et secondaires. 
- Sherlock Holmes : Il est le personnage central. Contrairement aux précédents jeux de la série, le détective est ici tout jeune adulte (21 ans). Ainsi, contrairement aux épisodes précédents, il peut davantage se tromper. Il est également plus orgueilleux, moins indulgent, plus impatient... Bien qu'il le montre peu, il reste fortement affligé par la disparition de sa mère, dix ans auparavant, d'où son retour sur l'île pour définitivement tourner la page.
- Jon (à ne pas confondre avec le docteur Watson) : Il est le meilleur ami de Sherlock depuis l'enfance. Il est très proche de Holmes au point de le surnommer "Sher" ou "Sherry", de le tutoyer ou de le sermonner quand Sherlock se montre agacé. Bien que son statut se montre assez ambigu lors de l'enquête introductive, le joueur va rapidement découvrir qu'il n'existe pas et qu'il est le fruit de l'imagination du détective.
- Mycroft Holmes : Le frère aîné de Holmes. Bien qu'il n'apparaisse physiquement qu'à la fin du jeu, il se montre assez important dans l'intrigue. Il connaitrait la vérité sur la mort de sa mère, mais refuse de la dévoiler à son petit frère, qu'il juge trop fragile, ce qui lui vaudra des tensions avec lui. Bien que regrettant la venue de son frère sur l'île, il confiera à ce dernier de nombreuses missions (ces missions se présentent comme secondaires).
- Violet Holmes : La mère de Holmes. Après le décès de son époux, elle quitte l'Angleterre avec sa famille et part résider à Cordona. Malade, elle finit par mourir mystérieusement dix ans avant l'intrigue, ce qui attriste fortement le jeune Sherlock.
- Verner Vogel : Un peintre assez étrange, qui réside sur l'île et qui aurait connu la mère de Holmes, bien que cela reste assez flou.

### L'île de Cordona
L'île de Cordona, où se déroule intégralement l'histoire du jeu, est une île fictive située quelque part en mer Méditerranée. Habitée principalement par des peuples d'origine musulmane, mais également italienne et d'autres ethnies. Elle a été depuis plusieurs décennies colonisée par les Britanniques, ce qui provoque l'inimité d'une partie de la population locale envers les Britanniques (et donc Sherlock Holmes). Nous nous situons donc en pleine période de l'impérialisme britannique. 
L'île est composée de 5 grands quartiers :
- La Vieille Ville qui est le quartier historique de Cordona. Bâtie dans une enceinte médiévale, la Vieille Ville est le quartier où vivent la majorité du peuple musulman. Les décors des bâtiments évoquent des bâtiments et monuments du Proche-Moyen-Orient, voire de l'Afrique subsaharienne. Les habitants détestent majoritairement les Britanniques et ne se montrent pas coopératifs avec le joueur (sauf si nous nous déguisons).
- Miner's End est sans doute l'un des quartiers les plus pauvres de Cordona. La population pauvre travaille fréquemment dans les mines, afin de récolter les ressources principalement utilisées par le quartier de Silverton. Dans ce quartier, les maisons sont misérables mais on y peut retrouver le cimetière de l'île ainsi que quelques vestiges romains comme un immense viaduc. La population se montre plus ou moins hostiles envers les Britanniques.
- Silverton est le quartier industriel de Cordona. Le quartier comporte peu d'habitations et essentiellement des usines, des conserveries, ou des hangars. Tout comme Miner's End, la population locale peut se montrer plus ou moins hostiles envers les Britanniques.
- Scaladio est l'un des quartiers centraux de Cordona. Quartier populaire, où se mélangent les différentes ethnies, on retrouve à la fois des lieux de cultes nombreux, des lieux de cultures (un théâtre par exemple), des lieux administratifs et judiciaires (l'hôtel de ville, le poste de police) ou encore le siège de la presse locale, le Cordona Chronicle. Les nombreuses bâtisses rappellent les villes méditerranées principalement italiennes. La population montre peu d’animosité avec les Britanniques et se montrent principalement coopératifs avec les interrogations de Holmes, quand cela est pertinent.
- Grand Saray est le quartier le plus luxueux de Cordona. On y trouve de nombreux lieux de plaisances, comme des parcs, des ports de plaisance ou des clubs. Le quartier est composé de majestueuses demeures pouvant rappeler en partie les villas italiennes. C'est dans ce quartier que se trouve le manoir de Stonewood, habité par les Holmes. La population de ce quartier est essentiellement britannique et se montrent très coopératifs avec le détective quand cela est possible.

## Contenu et système de jeu

### Quêtes
Le jeu est composé de 5 enquêtes principales (avec une enquête introductive) et d'une trentaine de quêtes annexes. Les enquêtes principales sont reliées entre elles par le fil rouge du jeu, c'est-à-dire la quête de vérité de Holmes sur la mort de sa mère. Les quêtes annexes sont quant à elles non nécessaires au bon déroulement de l'intrigue principale et peuvent donc être faites librement par le joueur. Ces quêtes rapportent cependant de l'argent à Holmes, argent qui peut servir à acheter des costumes et autres déguisements pouvant être utiles ou non à l'univers de Cordona, mais également des meubles qui servent à décorer et entretenir le manoir de Stonewood (le manoir familial des Holmes), ou encore des journaux. 

### Système de jeu
Le joueur incarne le détective à la fois physiquement et mentalement. Il se dirige à la troisième personne. Un carnet regroupe toutes les informations, liées à l'enquête, une carte de la ville, ou le journal de Jon. Durant une enquête, Holmes peut remarquer les détails discrets, reconstituer des événements à travers Jon, établir des portraits de personnages... Certains passages nécessitent de rechercher des archives, pour obtenir des informations supplémentaires, il faut pour cela se rendre soit à l'hôtel de ville, soit au poste de police ou soit aux archives du Cordona Chronicle se situant tous dans le quartier de Scaladio. Avec les indices et témoignages récoltés, il peut établir des déductions à travers son palais mental, et établir des conclusions. Le joueur peut se déguiser afin de favoriser l'obtention de preuves et de témoignages. Étant donné que nous incarnons un Sherlock Holmes susceptible de commettre des erreurs, il ne sera jamais indiqué si le joueur a trouvé la bonne solution ou s'il s'est trompé.

## Musique
Les musiques sont disponibles en téléchargement légal sur les différents magasins en ligne de jeux vidéo en tant que DLC du jeu. Les musiques sont créditées comme étant composées par Viacheslav Pakalin.

## Doublage
Le doublage est uniquement disponible en anglais. 
- Alex Jordan[3] : Sherlock Holmes
- Wil Coban[3] : Jon, Dr. John Watson
- Michael Golab[3] : Verner Vogel
- Philippe Bosher[3] : Mycroft Holmes

## Accueil
Le jeu a reçu de bonnes critiques dans la globalité. La presse salue généralement l'écriture du scénario et des enquêtes, la relation mystérieuse entre Sherlock et Jon, la création d'un monde ouvert crédible, la volonté de renouveler la franchise, les doublages anglophones principaux, la bande-son, les cinématiques, mais surtout l'utilisation du palais mental et la véritable sensation d'être en train d'enquêter. Contrairement aux opus précédents, dont on reprochait d'être trop dirigiste, on plaide ici la liberté d'enquêter. La presse reproche en revanche des PNJ pas vraiment convaincants, les phases de combats qui sont mal faites techniquement (bien qu'elle salue le fait qu'on puisse les passer dans le jeu), le manque d'un véritable verdict à la fin des enquêtes ou encore quelques bugs techniques qui ont pu être observés à la sortie du jeu (bien que des patchs tardifs ont réglé le problème).